# Jubileo de Platino de Isabel II

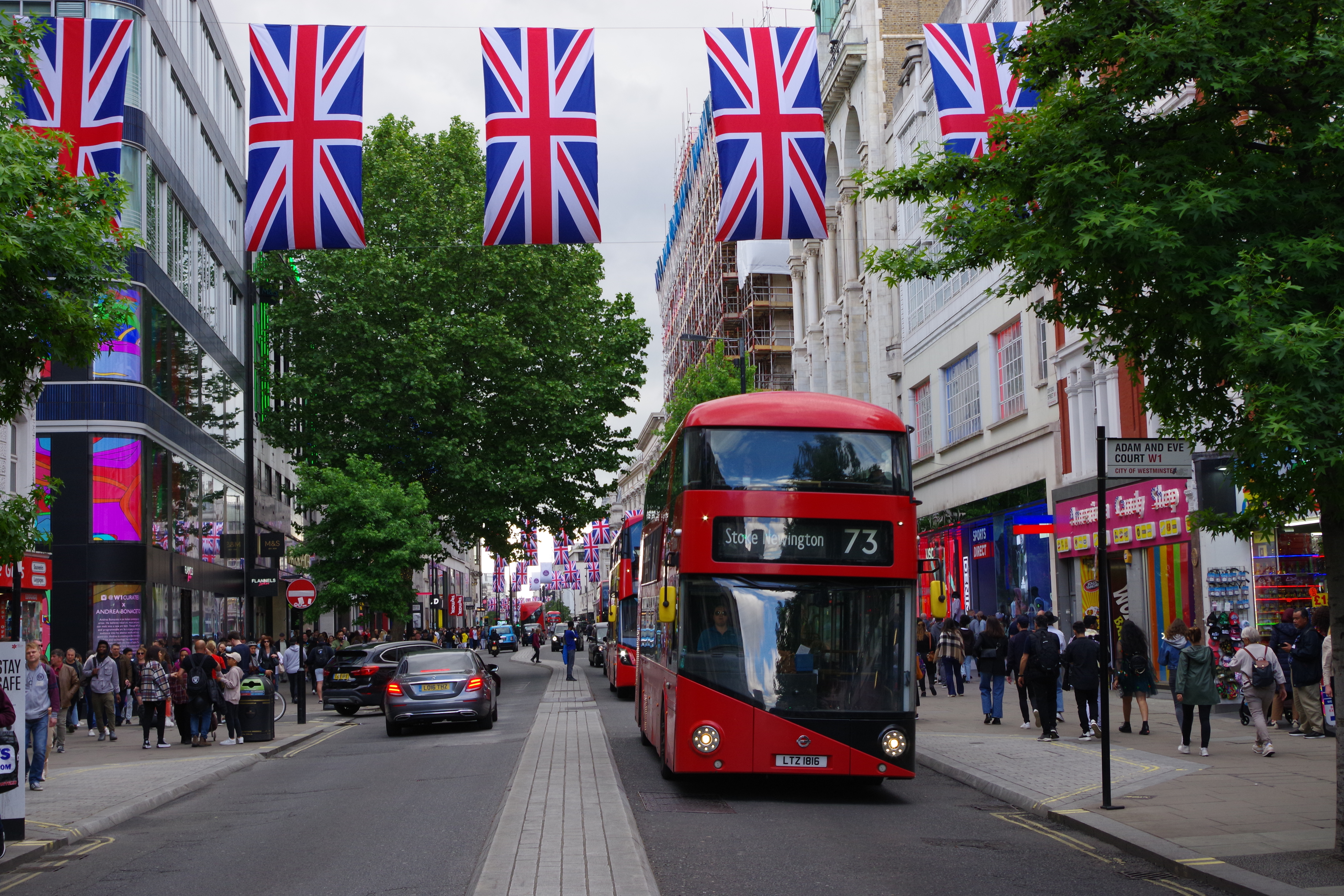
Las calles decoradas de la Ruta 73 marcando el inicio del Jubileo de Platino el 6 de febrero de 2022

El Jubileo de Platino de la reina Isabel II fue el corolario que tuvo lugar en 2022, año que marcó los 70 años desde el ascenso de la reina Isabel II al trono británico, tras el fallecimiento de su padre, el rey Jorge VI, acontecido el 6 de febrero de 1952, Isabel fallecería 3 meses después de las celebraciones oficiales del Jubileo.
Esta celebración estuvo marcada por diversas celebraciones que arrancaron a finales de 2021, llevadas a cabo en la medida de lo posible debido a la pandemia por COVID-19. El 2 y el 6 de junio de 2022, los llamados Jubilee Days se conmemoraron en todo el Reino Unido, sus territorios de ultramar, y en el resto de países que conforman la Mancomunidad de Naciones, en especial en aquellos que se constituyen como Reinos de la Mancomunidad, con fiestas multitudinarias y la masiva presencia de turistas de todo el mundo.
La reina falleció en el año de su jubileo, el 8 de septiembre del 2022, sus funerales tuvieron lugar el 19 de septiembre y fue enterrada en la capilla conmemorativa del rey Jorge VI, ese mismo día en un servicio privado.

## Día de la Adhesión
En su mensaje del Día de la Adhesión, la reina dijo que esperaba que el Jubileo de Platino reuniera a familias y amigos, vecinos y comunidades. Dijo que el Jubileo "me brinda un tiempo para reflexionar sobre la buena voluntad que me han mostrado personas de todas las nacionalidades, religiones y edades en este país y en todo el mundo durante estos años". Agradeció a todos por su apoyo, lealtad y cariño, y firmó el mensaje "Tu Sierva".
Se publicaron imágenes y videos de la reina trabajando desde sus cajas rojas en Sandringham House para conmemorar el Día de la Adhesión. El Príncipe de Gales emitió un comunicado en el que dijo que la devoción de la reina por el bienestar de todo su pueblo inspiraba una admiración aún mayor cada año que pasaba.
Los tributos y mensajes de felicitación llegaron de líderes de todo el mundo, incluido el presidente de los Estados Unidos Joe Biden, el presidente de China Xi Jinping, el canciller de Alemania Olaf Scholz, el Rey Felipe VI de España, el rey Carlos XVI Gustavo de Suecia, el rey Harald V de Noruega,el príncipe Alberto II de Mónaco , el rey Maha Vajiralongkorn de Tailandia, el presidente de los Emiratos Árabes Unidos, el jeque Khalifa y el presidente de Israel, Isaac Herzog.

## Impacto y alcance global
En mayo del 2021, se lanzaron emojis y calcomanías con el tema del Jubileo en las redes sociales para conmemorar la ocasión.
En Twitter, se lanzó un nuevo emoji de corgi llamado 'PJ the corgi', que aparecería con los hashtags #PlatinumJubilee, #HM70, #PlatinumPartyatthePalace, #PlatinumJubileePageant o #TheBigJubileeLunch.
En Instagram, se lanzaron una serie de calcomanías con el tema de Jubileo, que incluyen a un guardia y su caballo disfrutando de un té de Jubileo, una corona, una botella de champán y una versión diferente de 'PJ' que guiña un ojo y tiene un collar de perro que dice ' 70'..